# Marta Ortega
Marta Ortega Gallego (* 14. Februar 1997 in Madrid) ist eine spanische Padelspielerin. Seit 2024 spielt sie auf der rechten Seite neben Sofia Araújo, die links spielt.
Ihr größter Erfolg war der Aufstieg zur Nummer 1 der Weltrangliste der World Padel Tour (WPT) im Jahr 2019.

## Sportliche Laufbahn
Mit gerade einmal 22 Jahren war Marta Ortega die jüngste Spielerin, die diese Position erreichte. Bei den Padel Awards wurde sie außerdem zur besten Spielerin des Jahres 2019 gekürt. Außerdem erreichte sie mit sieben Titeln in Folge (fünf Open und zwei Master) die höchste Anzahl an Titeln in einem Jahr, zusammen mit ihrer damaligen Partnerin Marta Marrero. Martita wurde 2019 außerdem mit dem Padel Award als beste Spielerin der Welt ausgezeichnet. Sie wurde dreimal zum Most Valuable Player (MVP, englisch wertvollste Spielerin) der Finals gewählt. Dieser MVP-Titel wird bei den Padel Honors verliehen. Fans stimmen darüber ab, wer die Auszeichnung als MVP, als beste Angreiferin, als beste Verteidigerin und als bester Rookie (englisch Aufsteigerin) erhält.
Sie gewann 17 Meisterschaften im Jahr 2017, sieben im Jahr 2019, eine im Jahr 2020 und vier im Jahr 2022, darunter die Amsterdam Open, sowie zwei Weltmeisterschaften mit dem spanischen Team in den Jahren 2021 und 2022, zusätzlich zu einer im Jahr 2023 beim Premier Padel mit Gemma Triay und einer weiteren im Jahr 2024 mit Sofia Araújo.

## Siege

### Siege beim Premier Padel
| Nr. | Jahr | Turnier | Kategorie | Partnerin    | Gegner                             | Ergebnis      |
| --- | ---- | ------- | --------- | ------------ | ---------------------------------- | ------------- |
| 1.  | 2023 | Rom     | P1        | Gemma Triay  | Ariana Sánchez Paula Josemaría     | 6:3, 3:6, 7:5 |
| 2.  | 2024 | Genua   | P2        | Sofia Araújo | Ariana Sánchez Paula Josemaría     | 6:3, 7:6      |
| 3.  | 2024 | Gizeh   | P2        | Sofia Araújo | Alejandra Salazar Jessica Castelló | 6:4, 6:2      |

## Privates
Neben dem Padel schloss sie 2021 ihr Medizinstudium ab und arbeitet am Gregorio Marañón General University Hospital. Aus diesem Grund wurde sie als „Doktor der Padel-Welttournee“ bekannt.